# 電子抹除式可複寫唯讀記憶體

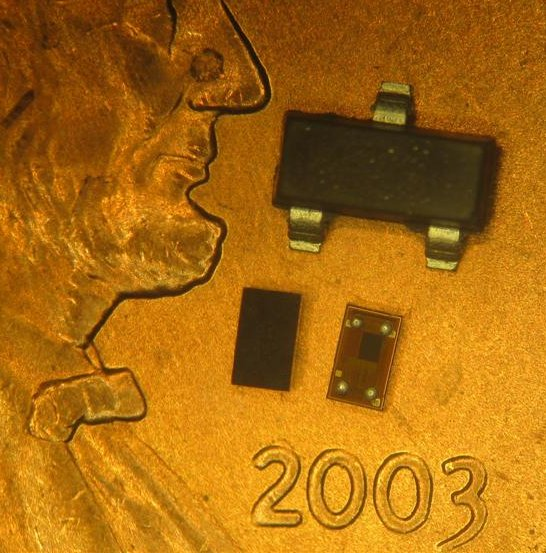
放在美國一分硬幣上的一枚SOT-23封裝與正反面兩枚超微型DFN封裝的序列式EEPROM ，型號11LC160，容量16 kbit

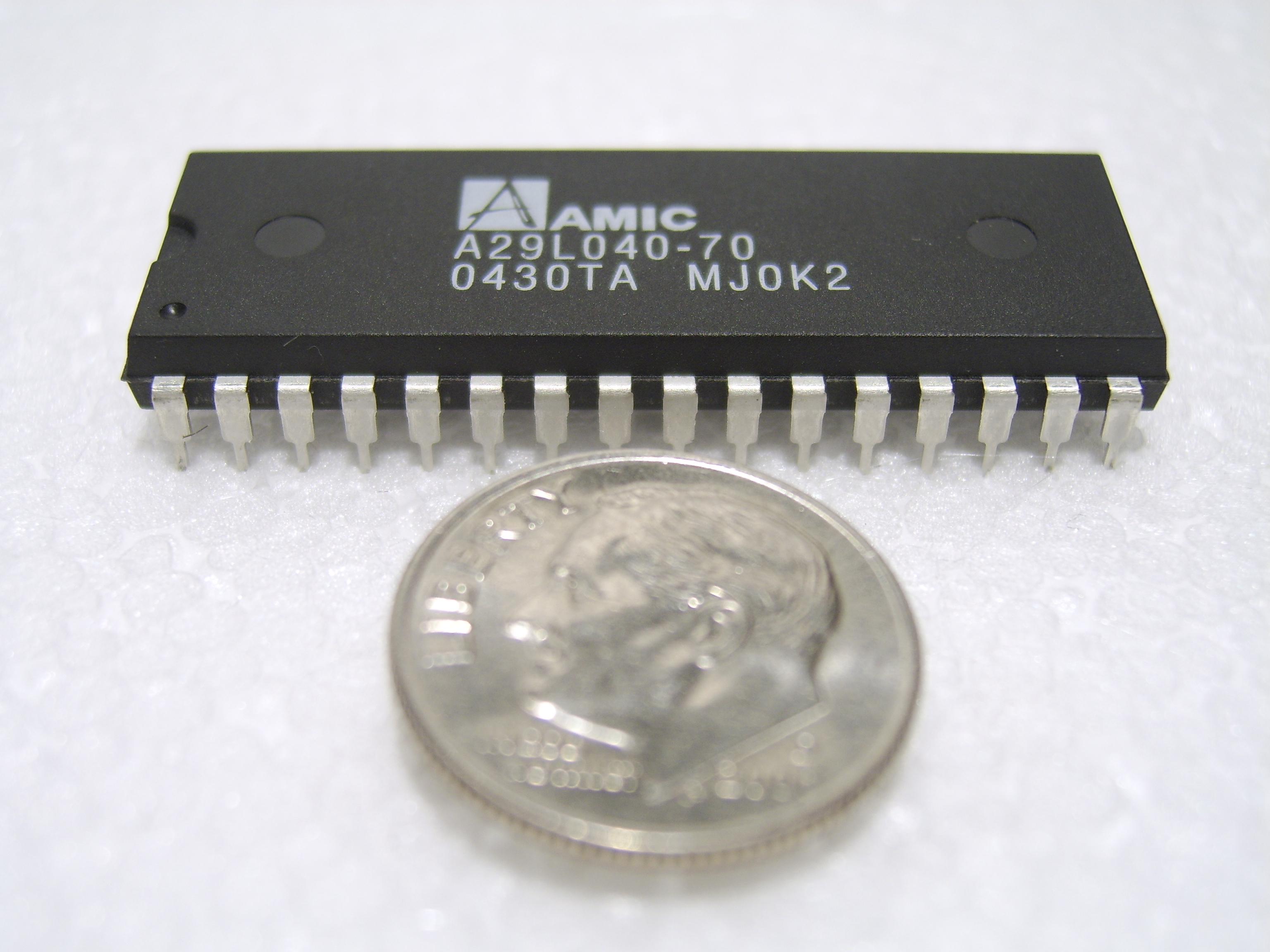
一枚 4 Mbit (= 512 KB) 容量，型號 29C040 的 Flash EEPROM

電子抹除式可複寫唯讀記憶體 （英語：Electrically-Erasable Programmable Read-Only Memory，简称：或），是一種只读存储器（ROM），可以通過電子方式多次複寫。相比EPROM， EEPROM 不需要用紫外線照射，也不需取下，就可以用特定的電壓，來抹除芯片上的信息，以便寫入新的數據， EEPROM 屬於SPD（串行存在檢測）技術的一種延伸。
EEPROM分为四種工作模式：讀取模式、寫入模式、擦除模式、校驗模式。讀取時，芯片只需要Vcc低電壓（一般+5V）供電。而在編程寫入時，芯片会通過Vpp（一般+25V, 有时較新者會使用 +12V 或 +5V）獲得編程電壓，並通過PGM編程脈衝（一般為50ms）寫入數據。擦除時，只需使用Vpp高電壓，不需要紫外線照射，便可以擦除指定地址中的內容。為保證寫入正確，每寫入一塊數據後，都需要進行類似於讀取的校驗步驟，若錯誤就重新寫入。現今的 EEPROM 通常已不再需要使用額外的 Vpp 電壓，且寫入時間也已有縮短。在民用的DDR SDRAM及其主流後續產品中，一般 EEPROM 主要用於保存內存的開發者信息、生產時間、內存信息、通訊協議、既定内存频率、供電電壓、供電電流、物理訊息以及內存XMP等訊息，且電腦會在开机自檢（Power-On Self-Test；POST）時會讀取這些訊息以保持電腦的正常开机。
快閃記憶體是EEPROM的後續延伸。

## 歷史
1978年，Intel公司的George Perlegos在EPROM技術的基礎上，改用薄的閘極氧化層，以便無需紫外光，晶片就可以用電氣方式抹除自身的位元，因而開發出型號為2816的16kbit EEPROM。Perlegos與一些同事後來離開Intel，創立 Seeq Technology 公司後，在晶片上內建電荷泵（charge pump）以提供燒錄時自身所需的高電壓，因而推出只需5V電壓的EEPROM，利於實施線上燒錄（In-System Programming，ISP 或稱 In-Circuit Programming，ICP）。

## EEPROM 元件的類型
有的 EEPROM 是包含於其他元件中，為該元件的一部份。 例如：MCU 中可能包含用來儲存程式或資料的 EEPROM、數位電位器（Digital Potentiometer）內也需要 EEPROM 來儲存目前的設定值。
單獨的 EEPROM 元件，其通信口通常可分為串行（serial）與并行（parallel）兩類。除電源線外，串行通信口只使用1~4隻接線來傳遞訊號，所需接腳較并行式少，通常用來儲存資料。執行用的程式則通常放在并行式的 EEPROM 中，以利存取。

### 序列式EEPROM
- Microwire 通信口（4線）：型號為以 93 開頭的系列。例：93C46
- I2CTM 通信口（2線）：型號為以 24 開頭的系列。例：24LC02
- SPI 通信口（3線）：型號為以 25 開頭的系列。例：25LC08
- UNI/OTM通信口（1線）：由 Microchip 公司出品，型號為以 11 開頭的系列。
- 1-Wire® 通信口（1線）：由 Dallas / Maxim 公司出品。

### 並列式EEPROM
型號通常為以 28 開頭的系列。
至於型號通常為以 29 或 49 開頭的系列，寫入須以較大的區塊為單位，此種記憶體一般會使用 Flash （閃存/快閃記憶體）來稱呼。至於能以較小單位(例如以位元組)擦除或寫入的則才以 EEPROM 稱呼，以作區別。

## 世界主要製造商
- ON Semiconductor 安森美半導體
- Mitsubishi[需要消歧义] 三菱[需要消歧义]
- Atmel 愛特梅爾 （页面存档备份，存于）
- Hitachi 日立
- Infineon 英飛凌
- Macronix 旺宏電子 （有生產 NOR/ NAND Flash）
- 美信集成产品
- Maxwell Technologies （页面存档备份，存于）
- NXP Semiconductors 恩智浦半導體
- Renesas Technology 瑞萨科技
- Rohm 羅姆電子
- Samsung Electronics 三星電子
- STMicroelectronics 意法半導體
- Seiko Instruments 精工
- Toshiba Semiconductor 東芝
- Winbond 華邦電子